# Grottenbahn

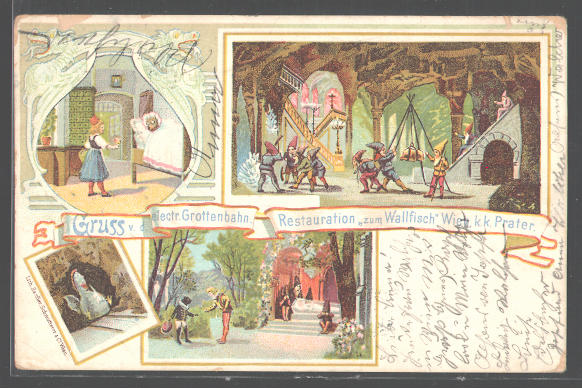
Ansichtskarte zur Wiener elektrischen Grottenbahn, um 1900

Grotten- und Tunnelbahnen sind Fahrgeschäfte, die als Vorläufer der modernen Geisterbahnen und Themenfahrten gelten können und in denen die Besucher in geschlossenen bzw. verhängten Räumen an einzelnen, meist dem Märchenschatz entnommenen Szenerien vorbeigefahren werden.
Die ersten Grottenbahnen wurden um die Wende vom 19. zum 20. Jahrhundert errichtet:
Seit 1895 gab es im Wiener Wurstelprater eine Diorama-Bahn, in der die Besucher auf virtuelle Reisen z. B. an die Adria geschickt wurden, 1898 wurde ebenfalls auf dem Prater die erste elektrisch betriebene Grottenbahn in Betrieb genommen, 1906 nahm die Linzer Grottenbahn mit zahlreichen Märchenszenen ihren Betrieb auf.
Eine „echte Grottenbahn“ ist die elektrisch betriebene Besucherbahn, mit der Besucher in die Karsthöhle von Postojna gefahren werden.

## Bekannte Grottenbahnen
Die 1898 errichtete Wiener Grottenbahn Zum Walfisch von Hugo Pilz besaß 18 Themenräume, die von einer großen Konzertorgel beschallt wurden. Diese Orgel spielte Opern- und Operettenauszüge, die unter anderem den jungen Hitler in seinen Wiener Jahren begeisterten. Auch Franz West berichtet über die Wertschätzung dieses Instrumentes bei den Zuhörern. 1926 diente die Grottenbahn Zum Walfisch als Kulisse des Films Die Pratermizzi. Der Film wurde im Jahr 2005 wiederentdeckt und gilt als einer der interessantesten österreichischen Filme der Stummfilmzeit; die Fahrt durch die Grottenbahn wird dort mit einer Reise in die Tiefen der menschlichen Seelen assoziiert.
Auch heute noch gibt es eine Alt-Wiener Grottenbahn im Prater.

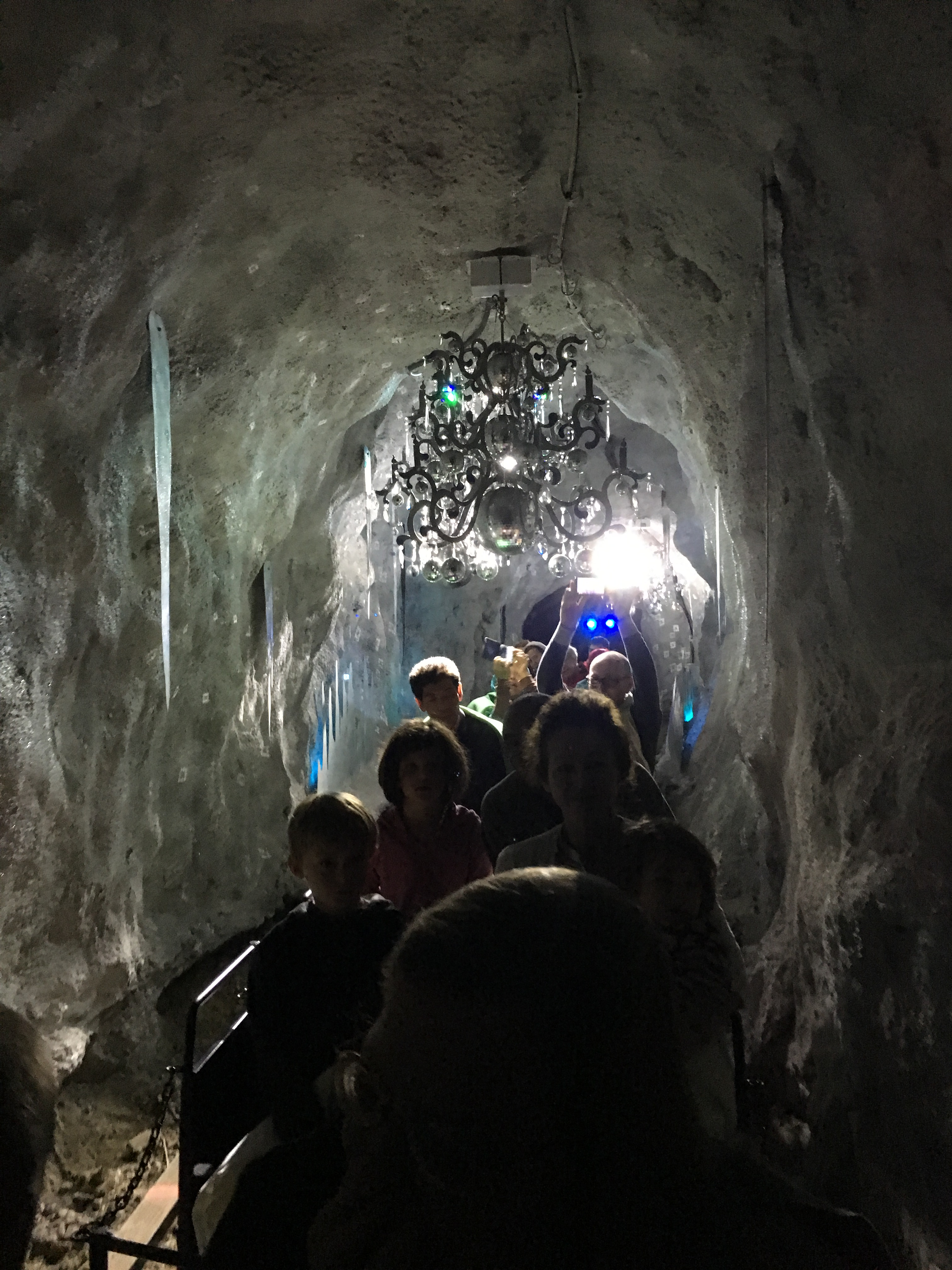
Grazer Märchenbahn

Die (damals noch:) Märchengrottenbahn in Graz startete 1968 mit Zugang vom Schlossbergplatz in Luftschutzstollen aus dem Zweiten Weltkrieg. Eine Gleichstromlok zog 5 offene Wagen (Baujahr 1968) mit je zwei Bänken für je 2 Personen durch den Dolomitfelsen des Grazer Schloßbergs. Zum Umkehrpunkt und zurück passierten so 20 Personen auf 2 km Fahrt 34 gestaltete Märchen- und andere Szenen. Mit Peter Roseggers Waldheimat war dabei steirischer, mit „Engelbert der Zwergentischler“ kleinsträumiger Lokalbezug – zu Tischler Tscheschner, Sackstrasse – hergestellt. Die Bahn, die mit kurzen Unterbrechungen fast durchgängig in Betrieb gewesen war, schloss Ende 2011 vorübergehend wegen Sanierungsbedarfs. Beim Umbau unter Jörg Ehtreiber, Direktor des Grazer Kindermuseums, wurden die Gleise von ehemals 500 mm auf die Spurweite 600 mm der im Berg angrenzenden Sammlung von 60 Bergwerkslokomotiven und 230 Wagen gebracht. Diese größte untertägige Sammlung der Welt war bisher – 30 Jahre – aus feuerpolizeilichen Gründen öffentlich nicht zugänglich. In einem späteren Entwicklungsschritt sollen auch diese als ein Montanbahnmuseum erschlossen werden können. Die neue „Grazer Märchenbahn“ eröffnete im November 2014. Auf der ca. 35-minütigen Fahrt durch Grazer Schloßbergstollen entdecken die Besucher in 22 Stationen neue Märchenwelten und erwecken diese durch unterschiedliche Interaktionen zum Leben. Sie darf übrigens nicht mit der Grazer Schlossbergbahn verwechselt werden. Etwa zwischen 2000 und 2010 wurde nächst der Märchen(grotten)bahn ein Schrägstollen als Durchgang durch den Schloßberg für Fußgänger geöffnet, der „Dom im Berg“ als Veranstaltungssaal herausgesprengt, ein vertikaler Schloßberglift und ein barrierefreier horizontaler Zugang zum Dom geschaffen.

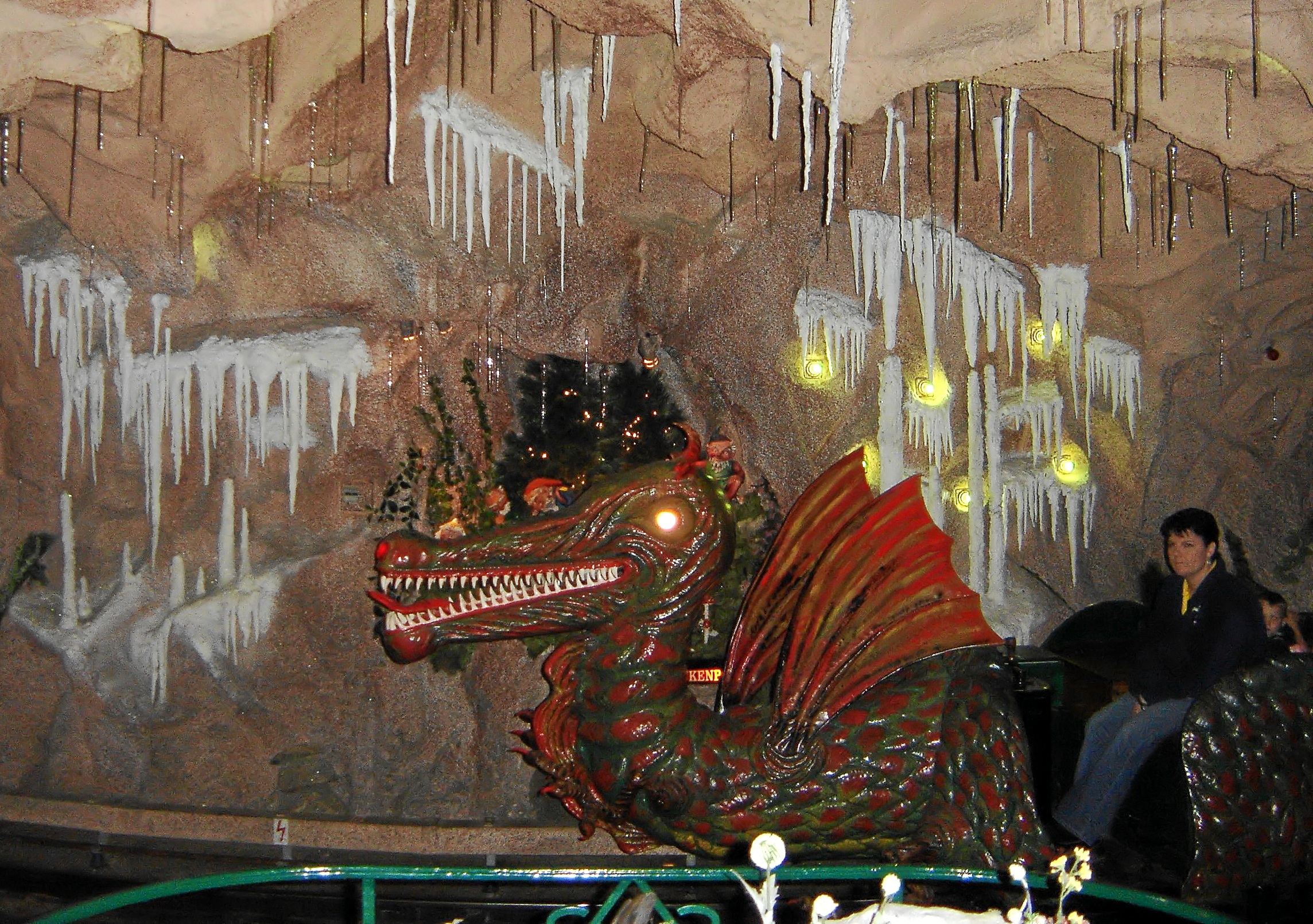
Zug der Linzer Grottenbahn

Die Linzer Grottenbahn befindet sich am Pöstlingberg in einem der Befestigungstürme, die als Maximilianischer Befestigungsring die Stadt Linz umgeben. Ein elektrisch angetriebener Zug in Drachengestalt fährt auf einer kreisförmigen Bahn im äußeren Ring des historischen Wehrturms durch eine von Zwergen bewohnte Märchenwelt.
In den Höhlen von Postojna in Slowenien fährt seit 1872 eine Grottenbahn.
Zu den besonders in den USA beliebten Scenic Railways, Gebirgsszeneriebahnen, zählten Bahnen wie Magic Mountain und die Düsenspirale von 1957.
Die Elektro-Höllenbahn der Firma Hitzig aus dem Jahr 1926 wies schon zahlreiche Elemente der späteren Geisterbahn auf.

## Themen
Beliebte Themen der Grottenbahnen waren zu allen Zeiten Märchen und Reisen. 1904 baute die Firma Bothmann eine Unterseeboot-Tunnelbahn, 1913 eine Planetenbahn. Die Themen der Bahnen entsprachen häufig den bekannten Filmthemen ihrer Zeit. In den 1940er und 1950er Jahren waren Fahrten in den Dschungel besonders beliebt, später Weltraum und Science-Fiction. Da die Bahnen oft über Jahrzehnte genutzt wurden, fanden mitunter Umbauten und Umgestaltungen statt.